# ميار الببلاوي
ميار الببلاوي (24 ديسمبر 1972 -)، ممثلة مصرية.

## عن حياتها
درست بكلية الآداب قسم الدراسات اليونانية، بدأت كفتاة إعلانات ثم انتقلت إلى السينما والتلفزيون والمسرح عملت بشكل مكثف في التليفزيون خاصة المسلسلات العربية، كما عملت في أفلام الفيديو، ارتدت الحجاب، وتعمل في برامج المسابقات الدينية، وقد شاركت بعدد ليس بقليل من الأعمال في السعودية.

## أعمالها

### من الأفلام
- زوجتي والذئب.
- صراع الحسناوات.
- إنذار بالطاعة.
- ديسكو ديسكو.
- يا تحب يا تقب.
- دماء على الثوب الأبيض.
- ابن مين بسلامته

### من المسلسلات
- ستات قادرة
- أبو حنيفة النعمان.
- بريق في السحاب.
- أجنحة الشمس.
- الناصر صلاح الدين.. نسر الشرق.
- رد قلبي.
- سور مجرى العيون
- سعد وخواته
- ايام السراب
- الدنيا حظوظ (مسلسل سعودي)
- خلـك معي (مسلسل سعودي)
- عائليات (مسلسل سعودي)

### من المسرحيات
- عالم قطط.
- ليلة فل.
- بلاش كده.
- لاء لاءه (مسرحية)

## وصلات خارجية
- ميار الببلاوي على موقع الدهليز
- ميار الببلاوي على موقع قاعدة بيانات الأفلام العربية